# Riachos
Riachos es una freguesia portuguesa del concelho de Torres Novas, con 14,56 km² de superficie y 5.420 habitantes (2001). Su densidad de población es de 372,3 hab/km².